# Goniolimon dalmaticum
Goniolimon dalmaticum är en triftväxtart som först beskrevs av Karel Presl, och fick sitt nu gällande namn av Heinrich Gottlieb Ludwig Reichenbach. Goniolimon dalmaticum ingår i släktet Goniolimon och familjen triftväxter. Inga underarter finns listade i Catalogue of Life.